# Olympische Sommerspiele 1964/Leichtathletik – Speerwurf (Frauen)

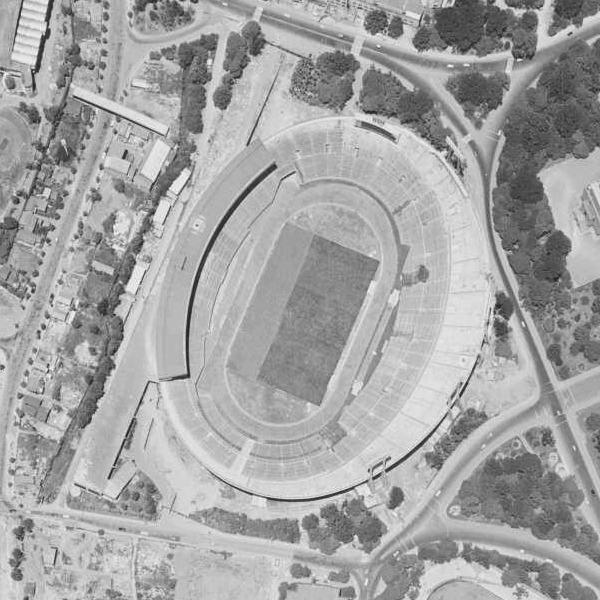
Luftaufnahme des Olympiastadions im Jahr 1963

Der Speerwurf der Frauen bei den Olympischen Spielen 1964 in Tokio wurde am 16. Oktober 1964 im Olympiastadion Tokio ausgetragen. Sechzehn Athletinnen nahmen teil.
Olympiasiegerin wurde die Rumänin Mihaela Peneș. Sie gewann vor der Ungarin Márta Rudas und Jelena Gortschakowa aus der Sowjetunion.
Während Athletinnen aus der Schweiz, Österreich und Liechtenstein nicht teilnahmen, gingen drei Deutsche an den Start. Ingeborg Schwalbe scheiterte in der Qualifikation. Anneliese Gerhards erreichte im Finale Platz acht, Rosemarie Schubert wurde Zwölfte.

## Rekorde

### Bestehende Rekorde
| Weltrekord         | 59,78 m | Elvīra Ozoliņa ( Sowjetunion) | Moskau, Sowjetunion (heute Russland) | 3. Juli 1963      |
| Olympischer Rekord | 55,98 m | Elvīra Ozoliņa ( Sowjetunion) | Finale OS Rom, Italien               | 1. September 1960 |

### Rekordverbesserung
Die sowjetische Werferin Jelena Gortschakowa verbesserte den bestehenden Weltrekord in der Qualifikation am 16. Oktober um 2,62 m auf 62,40 m. Damit war sie die erste Athletin, die weiter als sechzig Meter warf. Im Finale gelang dies mit 60,54 m auch der rumänischen Olympiasiegerin Mihaela Peneș. Jelena Gortschakowa kam im Finale nicht an ihre Leistung aus der Qualifikation heran und errang mit 57,06 m die Bronzemedaille.

## Durchführung des Wettbewerbs
Sechzehn Athletinnen traten am 16. Oktober zu einer Qualifikationsrunde an. Jede Teilnehmerin hatte drei Versuche. Sieben von ihnen – hellblau unterlegt – übertrafen die Qualifikationsweite von 51,00 m, womit fünf Starterinnen an der Mindestanzahl von zwölf Finalteilnehmerinnen fehlten. So qualifizierten sich fünf weiterer Wettbewerberinnen – hellgrün unterlegt – mit den nächst besten Weiten für das Finale am Nachmittag desselben Tages. Dort hatte jede Werferin zunächst drei Versuche. Den sechs besten Athletinnen standen anschließend drei weitere Würfe zu.

## Zeitplan
16. Oktober, 10:00 Uhr: Qualifikation

16. Oktober, 14:00 Uhr: Finale
Anmerkung: Alle Zeiten sind in Ortszeit Tokio (UTC + 9) angegeben.

## Legende
Kurze Übersicht zur Bedeutung der Symbolik – so üblicherweise auch in sonstigen Veröffentlichungen verwendet:
| – | verzichtet |
| x | ungültig   |

Die jeweiligen Bestweiten der Werferinnen sind fett gedruckt.

## Qualifikation

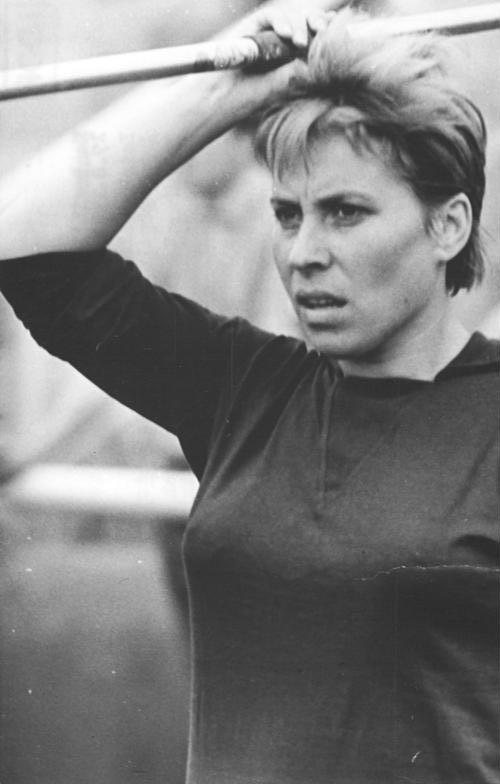
Ingeborg Schwalbe – ausgeschieden mit 45,55 m

Datum: 16. Oktober 1964, 10:00 Uhr
Wetterbedingungen: heiter, ca. 19 °C, 44–49 % Luftfeuchtigkeit
| Platz | Name                | Nation         | 1. Versuch | 2. Versuch | 3. Versuch | Weite   | Anmerkung |
| ----- | ------------------- | -------------- | ---------- | ---------- | ---------- | ------- | --------- |
| 1     | Jelena Gortschakowa | Sowjetunion    | 62,40 m WR | –          | –          | 62,40 m | WR        |
| 2     | Elvīra Ozoliņa      | Sowjetunion    | 56,38 m    | –          | –          | 56,38 m |           |
| 3     | Márta Rudas         | Ungarn         | 52,23 m    | –          | –          | 52,23 m |           |
| 4     | Anneliese Gerhards  | Deutschland    | 49,88 m    | 49,71 m    | 52,23 m    | 52,23 m |           |
| 5     | Rosemarie Schubert  | Deutschland    | x          | 51,20 m    | –          | 51,20 m |           |
| 6     | Mihaela Peneș       | Rumänien       | 43,00 m    | x          | 51,19 m    | 51,19 m |           |
| 7     | Maria Diaconescu    | Rumänien       | 51,12 m    | –          | –          | 51,12 m |           |
| 8     | Birutė Kalėdienė    | Sowjetunion    | 49,70 m    | 50,84 m    | 48,87 m    | 50,84 m |           |
| 9     | Hiroko Satō         | Japan          | x          | 49,92 m    | x          | 49,92 m |           |
| 10    | Sue Platt           | Großbritannien | x          | 49,88 m    | 48,72 m    | 49,88 m |           |
| 11    | Misako Katayama     | Japan          | 39,80 m    | 46,11 m    | 49,23 m    | 49,23 m |           |
| 12    | Michèle Demys       | Frankreich     | 48,94 m    | 48,67 m    | x          | 48,94 m |           |
| 13    | RaNae Bair          | USA            | 46,70 m    | 46,89 m    | 46,04 m    | 46,89 m |           |
| 14    | Ingeborg Schwalbe   | Deutschland    | 45,55 m    | 44,41 m    | 39,47 m    | 45,55 m |           |
| 15    | Anna Pazera         | Australien     | 41,58 m    | 44,87 m    | x          | 44,87 m |           |
| 16    | Lee He-ja           | Südkorea       | 33,24 m    | 34,95 m    | 29,05 m    | 34,95 m |           |

## Finale
Datum: 16. Oktober 1964, 14:00 Uhr
Wetterbedingungen: heiter, 20–22 °C, 43–48 % Luftfeuchtigkeit
| Platz | Name                | Nation         | 1. Versuch | 2. Versuch | 3. Versuch | 4. Versuch                                   | 5. Versuch                                   | 6. Versuch                                   | Endresultat |
| ----- | ------------------- | -------------- | ---------- | ---------- | ---------- | -------------------------------------------- | -------------------------------------------- | -------------------------------------------- | ----------- |
| 1     | Mihaela Peneș       | Rumänien       | 60,54 m    | 52,76 m    | x          | 50,72 m                                      | 51,44 m                                      | 53,77                                        | 60,54 m     |
| 2     | Márta Rudas         | Ungarn         | 53,21 m    | 58,27 m    | x          | 54,17 m                                      | 50,24 m                                      | x                                            | 58,27 m     |
| 3     | Jelena Gortschakowa | Sowjetunion    | 56,43 m    | 49,21 m    | 53,10 m    | 57,06 m                                      | 55,23 m                                      | x                                            | 57,06 m     |
| 4     | Birutė Kalėdienė    | Sowjetunion    | 53,79 m    | x          | 54,13 m    | 56,31 m                                      | 54,68 m                                      | x                                            | 56,31 m     |
| 5     | Elvīra Ozoliņa      | Sowjetunion    | 54,68 m    | 54,81 m    | x          | x                                            | x                                            | x                                            | 54,81 m     |
| 6     | Maria Diaconescu    | Rumänien       | x          | 53,71 m    | 50,49 m    | 51,21 m                                      | 51,35 m                                      | 52,00 m                                      | 53,71 m     |
|       |                     |                |            |            |            |                                              |                                              |                                              |             |
| 7     | Hiroko Satō         | Japan          | 47,28 m    | 52,48 m    | 49,18 m    | nicht im Finale der besten sechs Werferinnen | nicht im Finale der besten sechs Werferinnen | nicht im Finale der besten sechs Werferinnen | 52,48 m     |
| 8     | Anneliese Gerhards  | Deutschland    | 52,37 m    | 46,79 m    | 45,88 m    | nicht im Finale der besten sechs Werferinnen | nicht im Finale der besten sechs Werferinnen | nicht im Finale der besten sechs Werferinnen | 52,37 m     |
| 9     | Sue Platt           | Großbritannien | 48,59 m    | 48,00 m    | 48,55 m    | nicht im Finale der besten sechs Werferinnen | nicht im Finale der besten sechs Werferinnen | nicht im Finale der besten sechs Werferinnen | 48,59 m     |
| 10    | Michèle Demys       | Frankreich     | 45,95 m    | 47,14 m    | 47,25 m    | nicht im Finale der besten sechs Werferinnen | nicht im Finale der besten sechs Werferinnen | nicht im Finale der besten sechs Werferinnen | 47,25 m     |
| 11    | Misako Katayama     | Japan          | 45,16 m    | 46,87 m    | 42,37 m    | nicht im Finale der besten sechs Werferinnen | nicht im Finale der besten sechs Werferinnen | nicht im Finale der besten sechs Werferinnen | 46,87 m     |
| 12    | Rosemarie Schubert  | Deutschland    | x          | x          | 46,50 m    | nicht im Finale der besten sechs Werferinnen | nicht im Finale der besten sechs Werferinnen | nicht im Finale der besten sechs Werferinnen | 46,50 m     |

Favoritin war in erster Linie die Olympiasiegerin von 1960 und Weltrekordinhaberin Elvīra Ozoliņa. Als ihre Teamkameradin Jelena Gortschakowa in der Qualifikation als erste Frau die 60-Meter-Marke übertraf, gehörte Gortschakowa natürlich ebenfalls zu den Gold-Kandidatinnen.
Überraschend ging die mit siebzehn Jahren jüngste Starterin, die Rumänin Mihaela Peneș, in der ersten Runde in Führung, als sie als zweite Frau die 60-Meter-Marke übertraf, allerdings Gortschakowas Weltrekord nicht gefährden konnte. Gortschakowa lag auf Platz zwei vor ihrer Landsfrau Birutė Kalėdienė und der Ungarin Márta Rudas, die wie Peneș nicht zum Kreis der Medaillenanwärterinnen gezählt hatte. Im zweiten Durchgang setzte sich Rudas mit 58,27 m sogar an die zweite Position und verdrängte die Weltrekordlerin Gortschakowa auf Platz drei. Gortschakowa steigerte sich in Runde vier weiter auf 57,06 m, aber die Reihenfolge auf den Medaillenrängen änderte sich bis zum Schluss nicht mehr. Birutė Kalėdienė wurde Vierte, die Olympiasiegerin von Rom, Elvīra Ozoliņa, musste sich mit Platz fünf zufriedengeben.
Mihaela Peneș sorgte für den ersten rumänischen Olympiasieg im Speerwurf der Frauen.

Márta Rudas gewann die erste ungarische Medaille in dieser Disziplin.

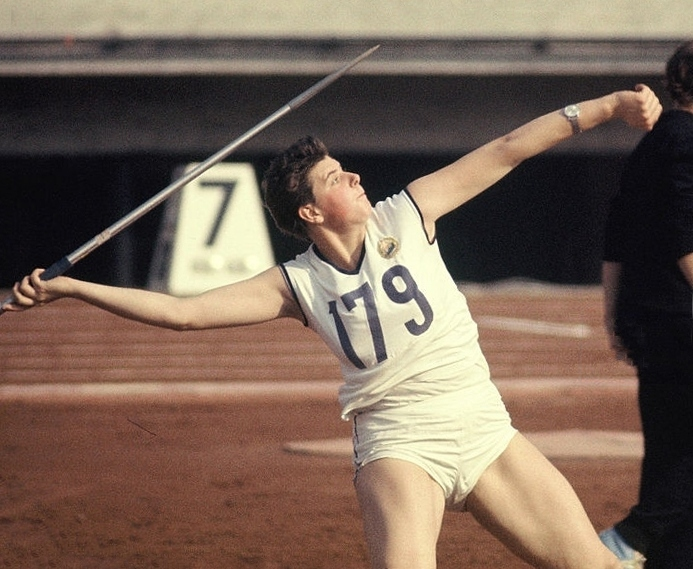
Olympiasiegerin Mihaela Peneș
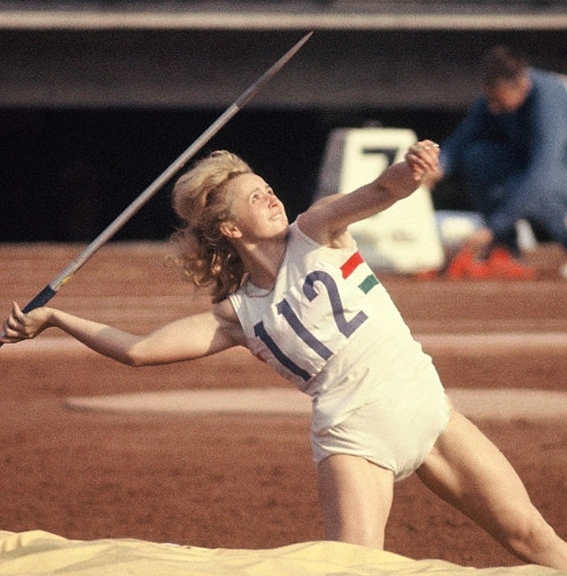
Silbermedaillengewinnerin Márta Rudas
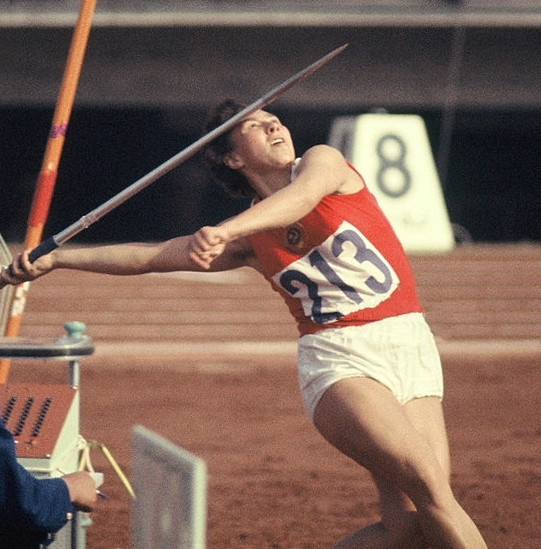
Die Bronzemedaillengewinnerin Jelena Gortschakowa hatte in der Qualifikation einen neuen  Weltrekord aufgestellt

## Videolinks
- Olympics 1964 Athletics, Bereich: 12:52 min bis 14:32 min, youtube.com, abgerufen am 14. September 2021
- Romtelecom - Mihaela Penes, youtube.com, abgerufen am 31. Oktober 2017